# 96-та піхотна дивізія (Третій Рейх)
96-та піхотна дивізія (Третій Рейх) (нім. 96. Infanterie-Division) — піхотна дивізія Вермахту за часів Другої світової війни.

## Історія
96-та піхотна дивізія була створена 25 вересня 1939 року в Бергені в 11-му військовому окрузі.

## Райони бойових дій
- Німеччина (вересень 1939 — травень 1940);
- Франція (травень 1940 — травень 1941);
- Німеччина (Східна Пруссія) (травень — липень 1941);
- СРСР (північний напрямок) (липень 1941 — січень 1944);
- СРСР (південний напрямок) (січень — червень 1944);
- Чехословаччина, Польща (червень 1944 — січень 1945);
- Угорщина (січень — квітень 1945);
- Австрія (квітень — травень 1945).

## Командування

### Командири
- генерал від інфантерії Ервін Фіров (нім. Erwin Vierow) (26 вересня 1939 — 1 серпня 1940);
- генерал-лейтенант Вольф Шеде (нім. Wolf Schede) (1 серпня 1940 — 10 квітня 1942);
- генерал-лейтенант барон Йоахім фон Шляйніц (нім. Joachim Freiherr von Schleinitz) (10 квітня — 6 жовтня 1942);
- генерал-лейтенант Фердинанд Нельдехен (нім. Fredinand Nöldechen) (10 жовтня 1942 — березень 1943);
- оберст Рудольф Ноак (нім. Rudolf Noack) (березень 1943), ТВО;
- генерал-лейтенант Фердинанд Нельдехен (березень — 1 травня 1943);
- оберст Готтфрід Вебер (нім. Gottfried Weber) (1 — 31 травня 1943), ТВО;
- генерал-лейтенант Фердинанд Нельдехен (31 травня — 28 липня 1943);
- генерал-лейтенант Ріхард Вірц (нім. Richard Wirtz) (28 липня — грудень 1943);
- генерал-майор Йоганн-Альбрехт фон Блюхер (нім. Johann-Albrecht von Blücher) (грудень 1943 — січень 1944);
- генерал-лейтенант Ріхард Вірц (січень — 3 березня 1944);
- оберст Адольф Фішер (нім. Adolf Fischer) (3 березня — 10 квітня 1944), ТВО;
- генерал-лейтенант Ріхард Вірц (10 квітня — 7 вересня 1944);
- генерал-лейтенант Вернер Дюркінг (нім. Werner Dürking) (7 — 11 вересня 1943);
- оберст Кобольдт (нім. Koboldt) (12 вересня — 10 листопада 1944), ТВО;
- генерал-лейтенант Ріхард Вірц (10 листопада — 1 грудня 1944);
- генерал-майор Герман Гаррендорф (нім. Hermann Harrendorf) (1 грудня 1944 — 8 травня 1945).

## Нагороджені дивізії
Нагороджені дивізії
|  | Кавалери Нагрудного знаку ближнього бою в золоті                                                           | 6                                                  |
|  | Кавалери Золотого Німецького Хреста                                                                        | 62                                                 |
|  | Кавалери Лицарського хреста Залізного хреста з Дубовим листям                                              | 1 (№ 467 оберстлейтенант Еріх Лоренц — 04.05.1944) |
|  | Кавалери Лицарського хреста Залізного хреста                                                               | 16                                                 |
|  | Кавалери Почесної відзнаки Сухопутних військ «Почесна застібка на орденську стрічку для Сухопутних військ» | 13                                                 |

- Нагороджені Сертифікатом Пошани Головнокомандувача Сухопутних військ (4)